# América Futebol Clube (Rio Grande do Norte)
América Futebol Clube (mais conhecido como América de Natal, e popularmente chamado de Mecão, cujo acrônimo é AFC) é uma agremiação poliesportiva sediada na cidade de Natal, no Rio Grande do Norte, fundado em 14 de julho de 1915 por um grupo de jovens estudantes, comerciários e funcionários públicos. 
Fundado no mesmo dia da comemoração da Queda da Bastilha, na residência do juiz Joaquim Homem de Siqueira, no bairro de Cidade Alta, tem como modalidade esportiva principal o futebol. Na época, era comum que os clubes que surgiam no Brasil adotassem o nome do território qual o clube pertencia, seja ele bairro, cidade, estado, país ou continente - como foi o caso do América -, que recebeu esse nome em homenagem ao continente americano ao qual pertence, usando a denominação do seu homônimo America-RJ. As cores do clube, presentes no escudo e na bandeira oficial, são vermelho e branco. Suas cores iniciais eram azul e branco. Hoje, sua sede social se localiza no bairro do Tirol e o centro de treinamento na cidade de Parnamirim, na Região Metropolitana de Natal.Dos clubes potiguares, é o que mais representou o estado em competições nacionais e regionais, com mais participações na Série A, Série B e Copa do Brasil. 
Seus principais títulos são a Copa do Nordeste em 1998, a Norte-Nordeste de 1973 e o Campeonato Brasileiro Série D em 2022. No cenário nacional, ainda conta com dois vice-campeonatos brasileiros: o da Série B, em 1996, e da Série C, em 2005.  Destaca-se também por ter sido o primeiro vencedor estadual em 1919 , o campeão do Centenário em 2015 , e ser o único clube do Rio Grande do Norte a participar de uma competição internacional: a extinta Copa Conmebol, competição criada pela Confederação Sul-Americana de Futebol (CONMEBOL) na década de 1990, sendo considerado percursor da atual Copa Sul-Americana.
No futsal, o América é vice-campeão brasileiro (Taça Brasil de Futsal), tricampeão do Nordeste e o maior vencedor do RN, com 39 estaduais e metropolitanos. No basquete, em 2013, o clube conquistou o tricampeonato do Nordeste e garantiu o 3º lugar no Campeonato Brasileiro. Em 2014, o time de basquete alcançou as semifinais do Brasileirão. No futebol americano, a equipe foi campeã do Nordeste em 2009 com uma campanha invicta. Recentemente, o clube foi vice-campeão da Divisão Nordeste no Campeonato Brasileiro.
Em 9 de dezembro de 2005 pela lei municipal n.º 5.697 foi criado o Dia do América Futebol Clube. A data comemorativa no calendário da cidade homenageia a fundação do clube, sendo comemorada no mesmo dia 14 de julho. No dia 3 de outubro de 2003, foi publicado no Diário Oficial de Município a Lei n.° 5.493, de autoria do vereador Hermano Morais, reconhecendo o América Futebol Clube, como de Utilidade Pública Municipal.

## História

### 1915: Surge o América Futebol Clube

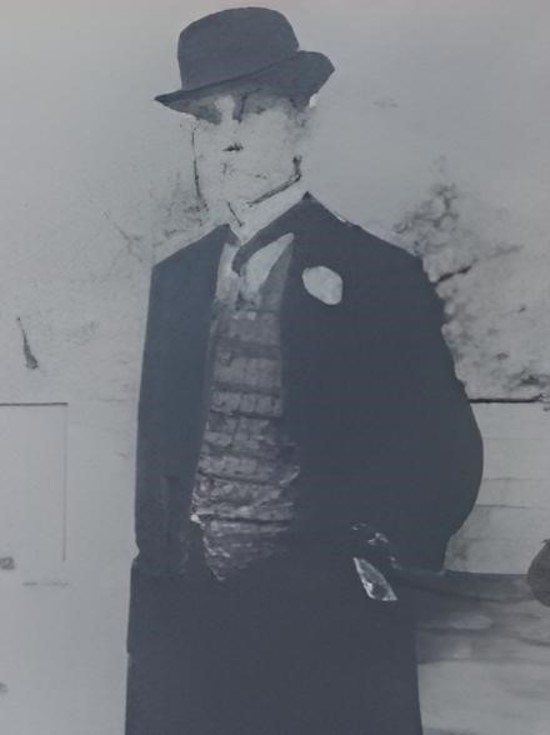
Joaquim Homem de Siqueira, um dos fundadores do América Futebol Clube.

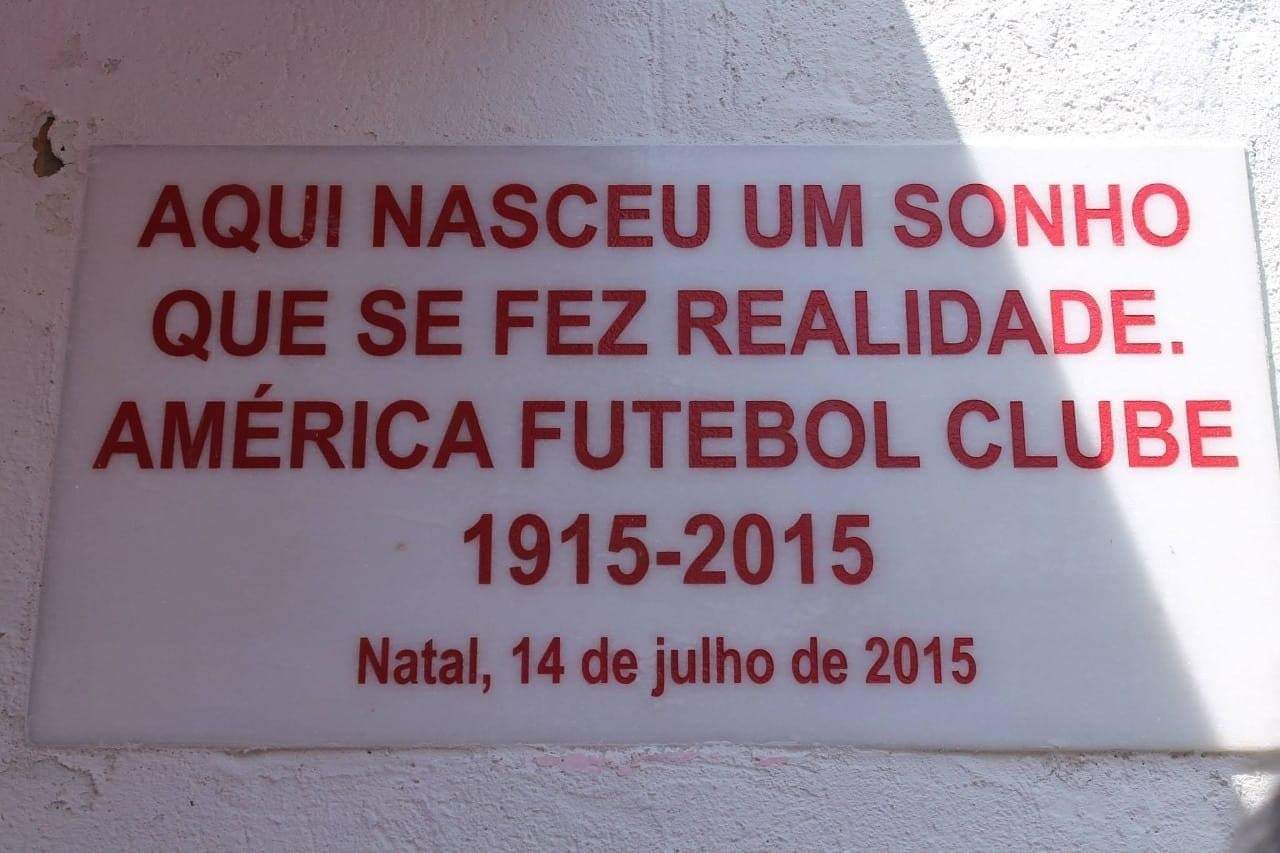
Placa comemorativa à fundação do América, fixada em 2015, ano do centenário do clube, na casa onde o clube foi criado, na Rua Vigário Bartolomeu, 565.

Um grupo de 38 jovens estudantes, comerciários e funcionários públicos da ainda pequena cidade de Natal se reúne, no dia 11 de julho de 1915, na Rua Nova (atual Avenida Rio Branco), no bairro de Cidade Alta, em reunião preparatória. Ali, surgiria a ideia de criar o América Futebol Clube. 
A reunião oficial para a criação do clube foi marcada para o dia 14 de julho de 1915, uma quarta-feira, na residência do juiz Joaquim Homem de Siqueira, situada na Rua da Palha (atualmente Rua Vigário Bartolomeu). Ficou decidido, então, o nome e as cores da equipe: America Foot Ball Club, cujas cores seriam azul e branco. 
A data 14 de julho foi escolhida em memória aos ideais da Revolução Francesa: Liberdade, Igualdade e Fraternidade. As cores azul e branco foram escolhidas para diferenciar do Sport Club Natalense, clube de vida efêmera fundado em 1904 pelos irmãos Fabrício e Fernando Pedroza, que já utilizava as cores alvirrubras. Com a extinção do referido clube, o América adota as cores vermelho e branco, que já tinha a preferência de seus fundadores desde antes do surgimento do clube.
Em abril de 1948, Oscar Homem de Siqueira, filho de Joaquim, enviou uma carta ao então presidente em exercício do América, José Rodrigues de Oliveira, relatando a fundação do clube:
| “ | A 14 de julho de 1915, um diminuto grupo de rapazes reuniu-se em uma pequenina casa utilizada como "república" por mim e meu irmão Carlos, fundando o America Football Club [...] | ” |
|   | — Oscar Homem de Siqueira, filho de Joaquim. |   |

A oficialização jurídica do clube tem uma história curiosa. Sobre isto, existe uma versão que diz que o então Coronel Júlio Canavarro de Negreiros Melo, durante um treino da equipe em um campo improvisado na Praça Pio X (onde atualmente está localizada a Catedral Metropolitana de Natal), foi atingido por uma bolada no rosto, que derrubou o óculos do policial. Irritado, ele furou a única bola que o clube tinha para treinar e jogar, tendo sido o América obrigado a possuir personalidade jurídica para poder entrar com uma ação indenizatória.  Para tanto, os estatutos foram registrados pela primeira vez no dia 3 de julho de 1918, no Primeiro Ofício de Notas, em documento assinado pelo então presidente Oswaldo da Costa Pereira, sendo o primeiro clube de futebol do RN a possuir personalidade jurídica.
Os jogadores do América eram provenientes do bairro de Cidade Alta, e eram chamados de "Xarias", tendo rivalidade histórica com os bairros vizinhos Ribeira e Rocas, onde residiam os jogadores e torcedores do ABC, chamados de "Canguleiros". Nos seus primeiros sete anos de existência, os recursos financeiros do clube vinham em grande parte do bolso de Aguinaldo Tinoco, um dos seus fundadores e que também era zagueiro e capitão do time.
Abaixo, segue lista com alguns dos fundadores do América de Natal:
- Abel Viana
- Aguinaldo Câmara
- Aguinaldo Fernandes
- Aguinaldo Tinoco
- Aníbal Ataliba
- Braga Filho
- Antônio da Rocha e Silva
- Antônio Trigueiro
- Armando da Cunha Pinheiro
- Augusto Servita Pereira de Brito
- Bartolomeu Campos Queiroz
- Carlos de Laet
- Carlos Fernandes Barros
- Carlos Homem de Siqueira
- Clóvis Fernandes Barros
- Francisco dos Reis Lisboa
- Francisco Lopes de Freitas
- Getúlio Soares
- José Artur dos Reis Lisboa
- José Lopes Teixeira
- Lauro Lustosa
- Lélio Fernandes
- Manoel Coelho Filho
- Mário Monteiro
- Napoleão Soares
- Oscar Homem de Siqueira
- Sidrack Caldas

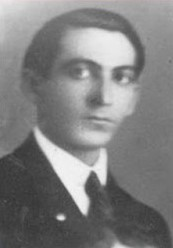
Francisco Lopes de Freitas, o primeiro presidente do América.

O primeiro presidente do America Foot Ball Club, eleito para um mandato "tampão" até que fossem realizadas eleições oficiais para eleger uma diretoria, foi o amazonense radicado em Natal, Francisco Lopes de Freitas. À época, chefe do expediente da Intendência Municipal de Natal - o termo "prefeitura" ainda não existia - e do Departamento de Finanças, Francisco presidiu o America de 14 de julho de 1915, data da fundação, até 14 de dezembro de 1915, quando foi realizada a primeira eleição oficial do clube, elegendo o bancário Getúlio Soares Ferreira. 
Em 15 de dezembro de 1915, a primeira diretoria do clube que foi eleita por aclamação, foi a seguinte:
| Cargo                | Nome                    |
| -------------------- | ----------------------- |
| Presidente           | Getúlio Soares          |
| Secretário           | Mário Monteiro          |
| Tesoureiro           | Clóvis Fernandes Barros |
| Guardião do material | Manoel Coelho Filho     |

### A primeira partida
A primeira partida realizada pela nova equipe de Natal ocorreu no dia 26 de setembro de 1915, contra a equipe que seria posteriormente seu maior rival, o ABC. A partida se deu na Praça Pedro Velho, à época chamado de Vila Cincinati, em um campo improvisado, e a equipe alvinegra derrotou os rubros pelo placar de 4 a 1. Gols de Mousinho (2), Mandu e Babua para o ABC, enquanto que Neco descontou para o América. Nessa partida, o Mecão atuou com: Oscar Siqueira; Lélio e Gato; Carvalho, Gallo e Barros; Antônio, Carlos Siqueira, Neco, Garcia e Pipiu.
Já a primeira partida oficial foi realizada entre ABC e América, ocorreu em 15 de setembro de 1918, em jogo válido pelo Estadual. O América venceu a partida pelo placar de 3 a 0, com gols de Arnaldo, Pinheiro (contra) e Nilo Murtinho Braga.

### 1916-1918: tentativa de profissionalizar e criação da federação
No Rio Grande do Norte, as primeiras tentativas de criar uma liga de esportes - inclusive o futebol - ocorreram no ano de 1916. Segundo o pesquisador Luiz G. M. Bezerra, seis clubes da capital (América, ABC, Centro Esportivo, Atheneu SC, Cricket Club, Sport Club de Natal e Centro Náutico Potengi) fundaram a Liga Norteriograndense de Desportos Terrestres e empossaram um presidente, Luiz Potiguar Fernandes, em 27 de fevereiro de 1916. Porém, esta Liga não prosperou. 
Após idas e vindas, foi fundada, no dia 14 de julho de 1918 - coincidentemente, na data de aniversário de 3 anos do América -, a Liga de Desportos Terrestres do Rio Grande do Norte (atual Federação Norteriograndense de Futebol, a FNF), que sucedeu a Liga de Esportes Terrestres, fundada em 1916. O seu primeiro presidente foi o lider do movimento dos escoteiros no Rio Grande do Norte, Luiz Soares de Araújo. A Federação já foi também chamada de Associação Riograndense de Atletismo, e também de Federação Norteriograndense de Desportos (FND). Os clubes fundadores foram o América, o ABC e o Centro Esportivo Natalense, de acordo com o estatuto da própria FNF. 

### 1918: o campeonato que não acabou

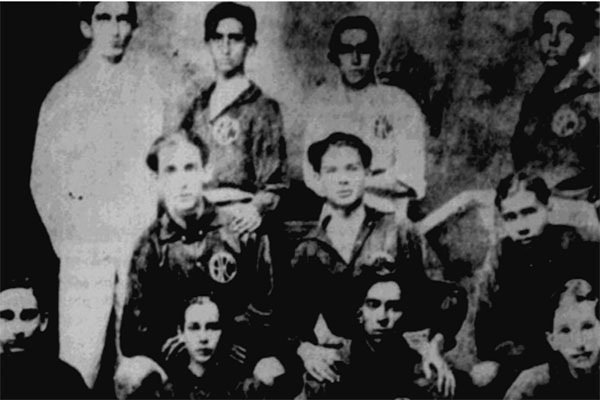
Equipe do America Foot Ball Club em 1918, quando foi realizado o primeiro campeonato estadual da história do futebol potiguar.

O ano era 1918. O mundo era afetado pela epidemia da gripe espanhola. No Brasil, não era diferente. O governador do Rio Grande do Norte à época, Ferreira Chaves, pediu o fechamento temporário dos estabelecimentos de instrução, cinemas, teatros e cancelamento de missas. Com isso, logo o futebol também foi afetado, com a suspensão do Estadual daquele ano, disputado apenas por três clubes: América, ABC e Centro Esportivo Natalense.
Como os jogos aglomeravam multidões no campo improvisado da Vila Cincinati, houve o receio das autoridades em prosseguir com o campeonato. O Centro Esportivo Natalense era líder do certame e, por isso, tinha certo favoritismo para ser campeão. No entanto, mesmo sendo líder, como o campeonato não teve fim, não foi considerado campeão, diferente de outras paralisações no campeonato, como em 1936 e 1949, por exemplo, onde ABC e América, respectivamente, foram considerados campeões.  A equipe de 1918, formada quase em sua totalidade apenas pelos fundadores do clube, numa era anterior ao profissionalismo do futebol no Brasil, foi a base das equipes campeãs dos anos seguintes.

### 1919-1922: os primeiros campeonatos potiguares e seus primeiros títulos

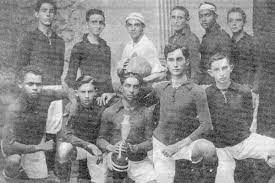
Time do America Foot Ball Club campeão estadual em 1919. Foi o primeiro título da história do futebol potiguar.

O primeiro título americano veio em 1919. Foi o segundo campeonato de futebol promovido pela Liga de Desportos Terrestres no estado, primeiro a ser concluído. Novamente, tal como em 1918, apenas três clubes participaram: América, ABC e Centro Esportivo Natalense. Na competição, o América conquistou duas vitórias, um empate e uma derrota. Teve como principal referência no seu elenco naquela época o atacante Nilo Murtinho Braga, que no futuro viria a ser um dos maiores ídolos da história do Botafogo e titular da Seleção Brasileira na Copa do Mundo de 1930. 
Em 1920, conseguiu seu primeiro bicampeonato de forma invicta, vencendo todos os jogos. Dois anos mais tarde, o clube conquistou seu terceiro troféu, ao ganhar o campeonato daquele ano que foi intitulado Taça da Independência em 1922, em homenagem ao centenário da Independência. Na final, João Maria Furtado, conhecido como "De Maria" fez o único gol da partida frente aos eternos rivais americanos, o ABC. 

### Segunda metade da década de 1920: sequência de títulos eEra Juvenal Lamartine

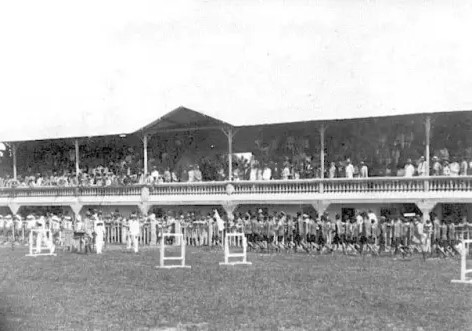
Estádio Juvenal Lamartine durante a sua inauguração, em 1928.

O América voltou a ganhar um título estadual apenas em 1924, tendo sua sequência de conquistas interrompida pelo rival ABC em 1923. Em 1926, abriu o caminho para o segundo bicampeonato da competição.  
Em outubro de 1928, foi inaugurado o Estádio Juvenal Lamartine, a primeira praça esportiva do Rio Grande do Norte. O jornalista Everaldo Lopes afirma, em seu livro "Da bola de pito ao Apito Final", que o governador do Estado, Juvenal Lamartine, foi convidado para uma partida no campo improvisado da Praça Cívica e ficou penalizado com as limitadas instalações do campo, surgindo, então, a decisão de construir um estádio.
O jornalista Rubens Lemos Filho, autor de um livro sobre o estádio, declarou à Tribuna do Norte: 
| “ | Após inaugurado, o Juvenal Lamartine deu nova dimensão ao futebol de Natal, acirrando a rivalidade entre ABC e América ao longo dos anos e recebendo visitantes ilustres [...] | ” |
|   | — Rubens Lemos Filho. |   |

### Década de 1930: primeira partida internacional da história do futebol potiguar e jejum de títulos

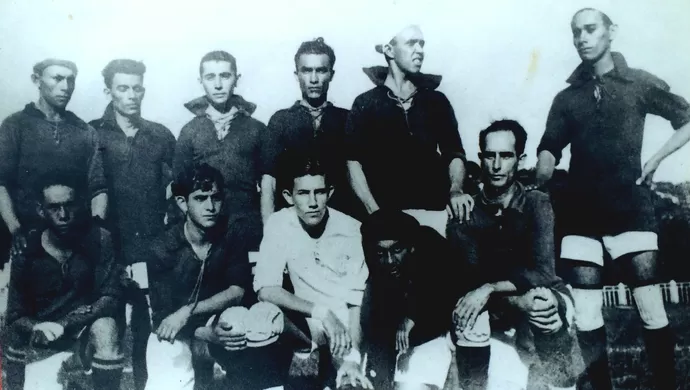
Time do América em 1932.

Após o terceiro bicampeonato de 1930/1931, o América amargou 15 anos sem vitórias locais, voltando a ser campeão só em 1946. 
Em 1931, um fato bastante curioso ocorreu: o América foi responsável pela primeira partida internacional de futebol da história do Rio Grande do Norte. O adversário foi a equipe inglesa Royal Navy Football Association (ou simplesmente Royal Navy FA). O time realizava sua primeira visita ao Brasil e Natal foi escolhida como primeira parada. Eles vieram no enorme cruzador inglês chamado "H.M.S Dauntless" e desembarcaram no Porto de Natal, às margens do Rio Potengi, na tarde do dia 27 de agosto de 1931. 
Atual bicampeão estadual na época, a equipe do América era considerada a melhor do Rio Grande do Norte. Logo que a partida foi anunciada, marcada para o dia 30 de setembro de 1931 (um domingo), criou-se um clima de euforia na tranquila cidade de Natal. Afinal, não era qualquer dia que acontecia um confronto desse porte. O jogo, então, foi marcado para o Estádio Juvenal Lamartine, recém inaugurado.
Jack Romaguera, diretor da Companhia Força e Luz, responsável pelos transportes urbanos na capital potiguar, mandou aumentar o número de bondes e ônibus para trazer a maior quantidade de torcedores para apoiarem, claro, a equipe do América.
Os preços dos ingressos: 3 mil réis a arquibancada. Idosos, crianças e o pessoal da “geral” pagariam mil réis, e quem fosse de carro era cobrado o valor de 2 mil réis por pessoa. Como havia muitos morros e barrancos ao redor do JL na época, quem não podia pagar assistia o jogo de qualquer forma.
O América venceu a equipe inglesa por 4 a 2, levando sua torcida à loucura nas arquibancadas do acanhado Juvenal Lamartine. Acióli, Glicério e Hemetério marcaram pro América. Após boa jogada de Acióli, atacante americano, o zagueiro inglês tenta interceptar, marcando gol contra e dando números finais a partida. Lynch e Robson marcaram os gols da equipe europeia. 

### Anos 1940 e 1950

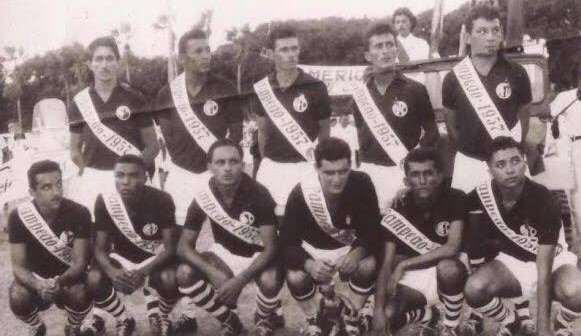
América bicampeão em 1957.

A equipe alvirrubra repetiu o bom desempenho em competições estaduais, conquistando o bicampeonato em mais três ocasiões: 1948/1949, 1951/1952 (sendo campeão neste ano com 100% de aproveitamento), e 1956/1957. O destaque dessa época foi o atacante Saquinho, tido como um dos maiores centroavantes que já vestiu a camisa alvirrubra potiguar.
Naquela equipe de 1957, ainda tiveram outros destaques, como Wallace Costa, Juarez, Gilvandro e Cezimar. No último título antes de se licenciar, o Mecão venceu o ABC em um Juvenal Lamartine lotado - com renda recorde de mais de 136 mil cruzeiros, com dois gols de Saquinho. Paulo Isidro marcou para o rival. Naquele jogo, o América entrou em campo com: Marçal; Maurício e Chico; Papagaio, Edvaldo e Mauro; Gilvandro, Juarez, Saquinho, Wallace e Cezimar. Técnico: Álvaro Barbosa.
Nas edições de 1949 e 1952, o Mecão se sagrou campeão estadual de forma invicta.

### Anos 60: Período licenciado e volta em grande estilo

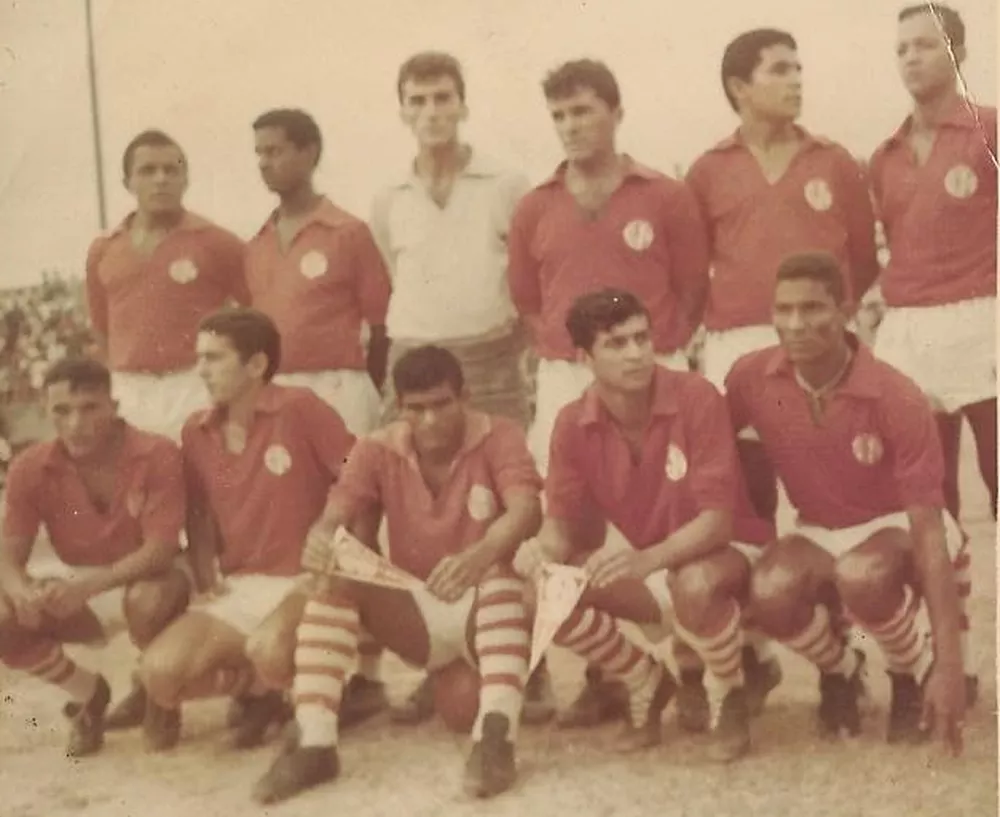
Time do América campeão de 1967.

Após um largo período licenciado da Federação (de 1960 a 1965) para construção de sua sede social, o América voltou a ser campeão em 1967, contando com um time bastante caseiro, mas com jogadores de destaque, como Véscio e Evaldo Pancinha, sob o comando do técnico Edésio Leitão. Nesse ano, a final foi contra o Riachuelo, do então jovem Marinho Chagas, que havia vencido o segundo turno. Na decisão, um melhor de três, no qual o América venceu o primeiro e empatou o segundo e terceiro, com gol de Bagadão ao 38 minutos do segundo tempo, garantindo o título ao Mecão. Essa vitória propiciou a participação do América na Taça Brasil (o Campeonato Brasileiro da época) de 1968, sendo a primeira participação da história do clube em uma competição nacional.  
Em 1969, foi campeão estadual após uma série de jogos finais contra seu principal rival, na qual perdeu o primeiro jogo por 3 a 0, empatou o segundo sem gols, e precisava de uma vitória no último jogo para forçar uma quarta partida. Ela veio a partir dos pés do atacante Alemão, que marcou nos últimos minutos do jogo, quando a torcida alvinegra já comemorava o título. Na quarta partida, o Alvirrubro venceu por 2 a 0 seu principal rival, com gols de Bagadão e Alemão, e se sagrou campeão do Estado.

### Anos 1970: Início da Era Machadão grandes esquadrões do "Orgulho do RN"
Nos anos 1970, a equipe natalense marcou presença em campeonatos brasileiros, emergindo e se consolidando no cenário nacional. 

#### 1972: Inauguração do Estádio Castelão
A inauguração se deu com uma rodada dupla. A partida preliminar foi disputada entre ABC e América, e terminou em 1 a 0 para o time alvinegro, sendo o jogador William o primeiro a marcar um gol nesse estádio. Na partida principal, o time do Vasco da Gama jogou com a Seleção Brasileira Olímpica, num jogo que ficou empatado sem gols.

#### 1973: Campeão da Norte-Nordeste e boa campanha no Brasileiro

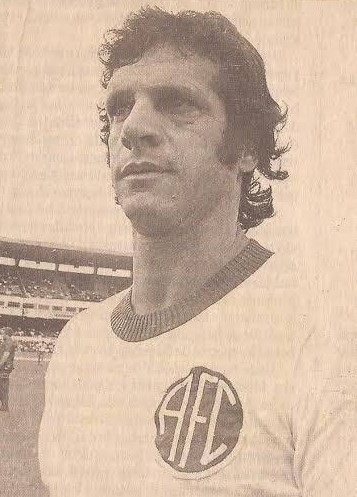
Luís Carlos Scala, um dos pilares do América no título de 1973.

Em 1973, buscando reforçar sua equipe para o Campeonato Brasileiro, o América investe na contratação do ex-zagueiro e ídolo do Botafogo, Sebastião Leônidas, que foi treinador do clube carioca no ano anterior. Além disso, trouxe alguns jogadores, como o grande zagueiro Luís Carlos Scala, ídolo do Internacional e que, à época, jogava no Botafogo, Hélcio Jacaré (que posteriormente viria a se tornar um dos maiores ídolos do clube) e Gilson Porto, ex-jogador do Corinthians e Fluminense. Ficou em 25º lugar, dentre os 40 times que disputavam a competição. O time base era: Ubirajara; Ivan Silva, Scala, Mário Braga e Cosme; Paúra, Garcia e Hélcio Jacaré; Almir, Santa Cruz e Gilson Porto. Técnico: Sebastião Leônidas.
Ainda no ano de 1973, o América conquistou a Taça Almir de Albuquerque, que foi uma premiação simbólica oferecida pela revista esportiva Placar aos times do Norte e Nordeste melhores colocados na primeira fase do Campeonato Brasileiro de Futebol daquele ano. Durante a sua campanha para fazer jus ao troféu, o América de Natal disputou 7 jogos na primeira fase, vencendo 4 e empatando 3. Marcou 11 gols e tomou 4. 

#### Vitória contra o Vasco da Gama em pleno São Januário em 1975
No dia 27 de setembro de 1975, o América visitou o Vasco, atual campeão brasileiro, em São Januário. Na ocasião, os vascaínos eram franco favoritos e foram surpreendidos pelos americanos com um gol do atacante Washington, aos 20 minutos do segundo tempo. Pela primeira vez, um clube potiguar vencia uma equipe carioca. 
O resultado fez um milionário, o goiano Miron Vieira de Souza, que acertou sozinho os 13 pontos do concurso 254 da loteria esportiva. Ele ganhou Cr$ 22.068.209,00, até então o maior prêmio pago no mundo a um apostador esportivo.

#### Recorde de público
O maior público do Clássico Rei aconteceu no campeonato estadual de 1976, no dia 04 de julho de 1976, no Estádio Machadão (ainda chamado de Castelão). Na ocasião as torcidas de ABC e América colocaram 50.486 pagantes no antigo estádio da Lagoa Nova. Este é o maior público pagante registrado no Rio Grande do Norte.
- Ficha Técnica:

| 4 de julho de 1976 | ABC                    | 1 - 2 | América                         | Castelão                                                      |
|                    | Zé Carlos Olímpico 61' |       | Ivanildo Arara 29' · Alberi 58' | Público: 50,486 Renda: Cr$ 628.060,00 Árbitro: Oscar Scolfaro |

- ABC: Hélio Show, Fidélis, Pradera, Vagner e Vuca (Orlando); Drailton e Danilo Menezes; Noé Silva, Zé Carlos (Zé Carlos Olímpico), Reinaldo e Macunaíma.
- América: Otávio; Olímpio, Joel Santana, Odélio e Cosme; Juca Show, Alberi e Hélcio Jacaré; Ronaldinho, Pedrada (Washington) e Ivanildo Arara.
- Expulsão: Hélcio Jacaré

### A batalha campal de 77: campeão na bola, na pancadaria e no tapetão

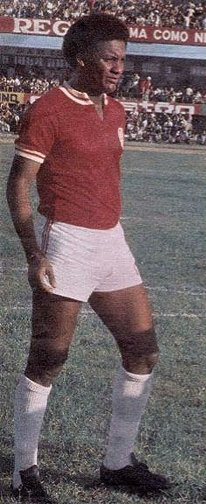
Alberi, craque do América, em 1977.

Em 1977, o América foi campeão estadual de maneira polêmica. No ABC, havia o pacto de não deixar o Alvirrubro ser campeão, pois Alberi estava no Mecão e a Frasqueira não iria gostar. Com isso, no jogo final, no dia 18 de setembro de 1977, houve uma briga generalizada, causada por um desentendimento entre Ivanildo, jogador do América e Anderson, jogador do ABC, após uma falta marcada para o Alvinegro. 
Após criar-se um clima de batalha campal, Pradera, zagueiro do ABC, veio em direção de Alberi, para tentar agredi-lo. O camisa 10 do América, em defesa pessoal, acertou um chute no rosto de Pradera, causando revolta no jogador alvinegro. O árbitro paulista Faville Neto expulsou todos os jogadores e encerrou o jogo aos 29 minutos do segundo tempo. O jogo foi para o Superior Tribunal de Justiça Desportiva, que, por unanimidade, deu ganho de causa ao América, oficializando o título estadual do Alvirrubro. 
A melhor participação do América nos antigos campeonatos nacionais foi no Campeonato Brasileiro de Futebol de 1977, quando conseguiu um 17º lugar entre 62 clubes. O América participou de 11 competições seguidas, de 1973 a 1983. A partir daí, o América passou a ser conhecido como Orgulho do RN.

### 1979-1983: Tetracampeonato potiguar e maior invencibilidade da história do Clássico Rei

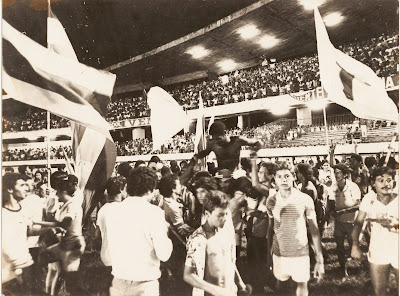
Lateral-direito Ivan Silva sendo carregado pela torcida americana após a conquista do tetracampeonato estadual, em 1982.

Em 1979, o clube iniciou a sua maior série de vitórias no campeonato estadual, sendo tetracampeão de 1979 a 1982, ficando dois anos e vários jogos sem perder para nenhuma equipe do Rio Grande do Norte. A equipe do América campeã em 1982 é considerada, até hoje, uma das melhores equipes tecnicamente da história do futebol potiguar. Sob o comando do técnico Caiçara, que havia sido contratado para substituir Laerte Dória - que deixou o Mecão no início do primeiro turno -, o Alvirrubro foi campeão invicto, conquistando o inédito tetracampeonato. 
Além disso, teve a maior invencibilidade da história do Clássico Rei. Entre os anos de 1980 e 1983, o clube alvirrubro ficou 24 partidas oficiais sem perder para seu maior rival. Foram, no total, 7 vitórias e 17 empates:
1980 - 5 jogos
- Campeonato Estadual – 02/11/1980 - América 4 x 1 ABC (Marinho Apolônio (3) e Paulo César Cascavel / Jonas)
- Campeonato Estadual – 16/11/1980 - América 2 x 0 ABC (Paulo César Cascavel e Didi Duarte)
- Campeonato Estadual – 19/11/1980 - América 2 x 1 ABC (Didi Duarte e Marinho Apolônio / Juarez)
- Campeonato Estadual – 29/11/1980 - América 1 x 1 ABC (Paulo César Cascavel / Jonas)
- Campeonato Estadual – 01/12/1980 – América 0 x 0 ABC

1981 – 9 jogos
- Taça Cidade do Natal -12/04/1981 – América 0 x 0 ABC
- Taça Cidade do Natal – 15/04/1981 – América 1 x 1 ABC (Didi Duarte / Noé Soares)
- Taça Cidade do Natal – 24/05/1981 - América 1 x 1 ABC (Norival / Juarez)
- Taça Cidade do Natal – 27/05/1981 – América 0 x 0 ABC
- Campeonato Estadual – 12/07/1981 – América 1 x 0 ABC (Norival)
- Campeonato Estadual – 02/08/1981 – América 1 x 1 ABC (Norival / Alberi)
- Campeonato Estadual – 13/09/1981 – América 1 x 1 ABC (Sandoval / Noé Soares)
- Campeonato Estadual – 18/10/1981 – América 0 x 0 ABC
- Campeonato Estadual – 29/11/1981 - América 3 x 2 ABC (Sandoval, Miltão e Beca / Juarez e Peri)

1982 – 10 jogos
- Taça Cidade do Natal – 24/04/1982 – América 1 x 1 ABC (Didi Duarte / Pernambuco)
- Taça Cidade do Natal – 23/05/1982 - América 2 x 0 ABC (Curió e Didi Duarte)
- Taça Cidade do Natal – 19/06/1982 - América 3 x 3 ABC (Tulica, Curió e Arié (contra) / Marinho Apolônio, Noé e Alberi)
- Taça Cidade do Natal – 23/06/1982 – América 0 x 0 ABC
- Taça Cidade do Natal – 09/07/1982 - América 1 x 1 ABC (Severinho / Marinho Apolônio)
- Campeonato Estadual – 22/08/1982 – América 0 x 0 ABC
- Campeonato Estadual – 10/10/1982 - América 2 x 1 ABC (Silva (2) / Neinha)
- Campeonato Estadual – 14/11/1982 – América 0 x 0 ABC
- Campeonato Estadual – 17/11/1982 – América 0 x 0 ABC
- Campeonato Estadual – 21/11/1982 - América 2 x 2 ABC (Júnior e Silva / Soares e Neinha)

### Final da década de 1980 e início dos anos 90: hegemonia e domínio alvirrubro

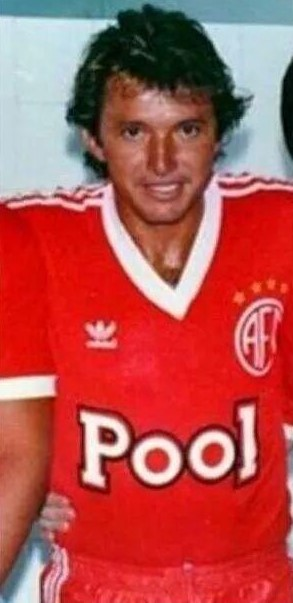
Marinho Chagas no América, em 1985.

Em 1985, o América contratou o lateral-esquerdo Marinho Chagas, eleito melhor lateral da Copa do Mundo de 1974, trazido, à época, pelo empresário Flávio Rocha. Mas, o Mecão foi vice-campeão estadual daquele ano, perdendo a final para o Alecrim. Marinho Chagas, troféu na decisão - 06/04/2022 - Notícia - Tribuna do Norte

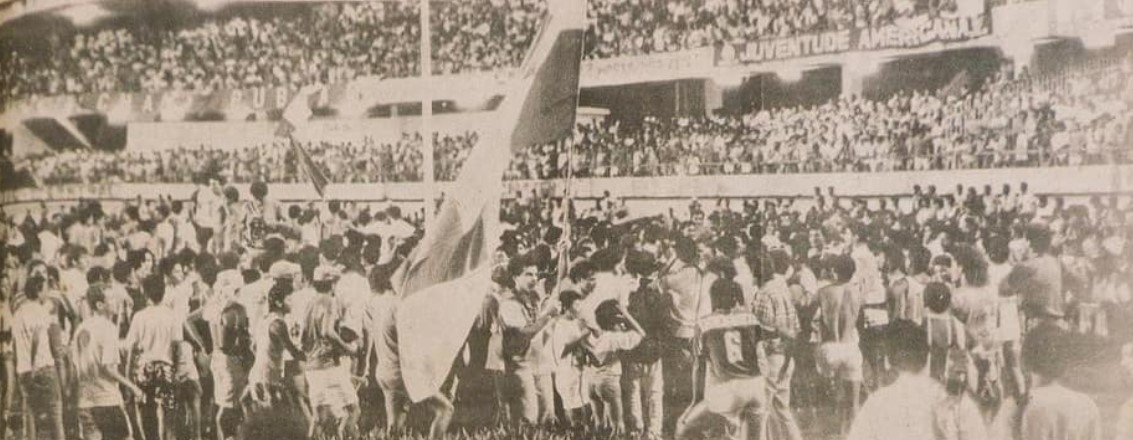
Comemoração do bicampeonato estadual em 1988. Diário de Natal.

Após quatro anos sem ser campeão potiguar, em 1987 o Alvirrubro quebrou a sequência de títulos do Alecrim, emendando um tricampeonato estadual (1987/1988/1989). 
Em 1987, garantiu o título ao vencer o Baraúnas por 2 a 1 no jogo final. No ano seguinte, em 1988, o time comandado por Ferdinando Teixeira empatou em 0 a 0 com o ABC (que, à época, era comandado pelo ex-meia e ídolo do América, Didi Duarte) com o Machadão - ainda chamado de Castelão - lotado, com mais de 28 mil pessoas, garantindo o bicampeonato. O tri veio em 1989, após um novo empate sem gols com o ABC. Teve sua sequência de títulos interrompida pela conquista do Alvinegro em 1990.
Porém, em 1991 voltou a levantar a taça, sendo bi em 1992. Perdeu a chance do tricampeonato em 1993, quando venceu o primeiro turno e foi decidir o segundo com o rival ABC, jogando com a vantagem do empate. Com grandes jogadores na equipe, como os meias Mendonça e Souza, e o atacante Bebeto, a equipe comandada pelo técnico Baltazar Germano perdeu o segundo turno para o ABC ao ser derrotado por 3 a 1 na final, com Joãozinho e Sérgio China, duas vezes, marcando para o Alvinegro. Bebeto marcou para os americanos. 
Como o rival também venceu o terceiro turno, jogava pelo empate na final geral. Foi o que aconteceu. América e ABC empataram sem gols na final, garantindo o título estadual do Alvinegro e quebrando a hegemonia do Mecão.

### 1996: Reviravolta no Estadual e vice-campeonato da Série B
Após conquistar o bicampeonato potiguar (1991/1992), o América vinha de 3 anos sem conquistar um título estadual, começando o ano de 1996 pressionado pela campanha ruim no Potiguar e modesta na Série B em 1995.
Porém, o início de temporada não foi nada positivo. O Mecão viu o seu maior rival, o ABC, ser campeão do hexagonal que decidiu o primeiro turno do certame, com o América nem se classificando entre os seis participantes do playoff. No entanto, uma crise interna no rival culminou na saída de Ferdinando Teixeira, velho conhecido da torcida americana, com quem foi bicampeão estadual em 1988 e 1989. Com isso, o técnico acertou o seu retorno ao América.
O América, com uma equipe formada praticamente quase toda por jogadores revelados nas categorias de base do clube, se reforçou com o meia Moura e o atacante Wanderley, ambos vindos do Sport. Após organizar a equipe, o Mecão conquistou o segundo turno ao vencer o ABC por 1 a 0, com gol de Wanderley no "apagar das luzes", aos 45 minutos do segundo tempo, calando a torcida abecedista, que já comemorava o tetracampeonato estadual nas arquibancadas do Machadão.
Com o título do segundo turno, o América forçou uma final geral. Nos dois jogos das finais, ambos realizados no Estádio Machadão, o América se impôs sobre o ABC e venceu os dois jogos. O primeiro, com gol de Moura, e o segundo e decisivo jogo com gol de Wanderley, sacramentando o título estadual de 1996 e frustrando a torcida alvinegra.
Após o título estadual, o América chegou confiante e com moral na Série B. Na estreia da competição, empatou em 1 a 1 com o Náutico e, no segundo jogo em casa, venceu o bom time do Santa Cruz por 1 a 0, gol do atacante Wanderley, após empatar com o CRB e vencer o Central, ambos fora de casa.
Na primeira fase, o América fez uma boa campanha, ficando em segundo lugar na fase de grupos, com 14 pontos ganhos, se classificando para a segunda fase. Na segunda fase, eliminou o Atlético Goianiense vencendo por 2 a 0 em Natal. Contra o Moto Club, na terceira fase, após empate sem gols no Maranhão, o América aplicou um sonoro 4 a 0 no jogo da volta em Natal, chegando ao quadrangular final.
No quadrangular decisivo, o América somou 9 pontos, ficando em segundo lugar, colocando um pé na Série A após vitória emocionante contra o União São João por 2 a 1 na 5ª rodada, com gols de Washington Lobo e Carlos Mota, aos 47 minutos do segundo tempo. Porém, sacramentou seu acesso no Paraná. A equipe foi derrotada pelo Londrina por 3 a 1 no Estádio do Café, mas contou com o empate de Náutico e União São João para subir para a elite do futebol brasileiro. Ao todo, a equipe potiguar fez 30 pontos, estando de volta à Série A depois de 13 anos.

### Campeonato Brasileiro 1997 e 1998
No Campeonato Brasileiro de 1997, o América fez uma boa campanha, conseguindo vitórias ou empates importantes enquanto jogou no Machadão, a ponto de permanecer invicto, em casa, até a última rodada, quando sucumbiu diante do 
São Paulo , mas que naquela oportunidade já tinha a certeza da permanência na elite do futebol nacional no ano seguinte, ficando em 16º lugar com (7V, 9E, 9D) na frente de equipes tradicionais como  Corinthians, Atlético Paranaense e Cruzeiro.
Um detalhe daquele elenco é que, embora contasse com alguns jogadores já conhecidos no cenário nacional como o goleiro Emerson (ex-Flamengo), lateral-esquerdo Denys (ex-Palmeiras), centroavante Gian (ex-Vasco) e o meio-campista Moura (Sport e futebol japonês) , a equipe manteve diversos pratas da casa, inclusive assumindo a camisa de titular como o zagueiro Gito e os meios de campo Carioca e Biro-Biro.
O destaque da equipe naquele certame, sem dúvidas, foi o zagueiro Gito que se tornou o artilheiro com 09 gols, a maioria deles em cobranças de faltas da intermediária do campo.
No Campeonato Brasileiro de 1998, o América iniciou confiante em repetir a boa campanha do ano anterior, com basicamente o mesmo time de 1997 com poucas baixas fazendo certas contratações como por exemplo o atacante Paulinho Kobayashi que se tornou um dos idolos do clube. O América mostrou esforço nas partidas, mas tendo um longo tempo sem vitórias nas rodadas do campeonato, atrapalhando bastante o desempenho do time potiguar na tabela, destaque as vitórias sobre o Cruzeiro no Estádio Mineirão e em Natal sobre o Flamengo, ao fim do campeonato o América foi rebaixado em 24º.

### Campeão da Copa do Nordeste
Na Copa do Nordeste de 1998, as 16 equipes participantes foram divididas em 4 grupos (A, B, C e D), com 4 times em cada grupo. O América ficou no grupo C, ao lado de Botafogo-PB, Náutico e Fluminense de Feira.
Estreou bem, vencendo o Náutico nos Aflitos e empatando com o Flu de Feira no Jóia da Princesa. Mesmo após a demissão do técnico Renato Trindade, que deixou o América após uma derrota para o Alecrim, no Estadual, venceu o Botafogo-PB por 3 a 2 no Machadão sob o comando do técnico interino Severinho. Porém, a sequência invicta foi interrompida por duas derrotas consecutivas: contra o Flu de Feira, em pleno Machadão, e contra o Botafogo-PB no Almeidão. No entanto, o Alvirrubro voltou a vencer na última rodada, contra o Náutico, aplicando uma goleada histórica de 5 a 0 no clube pernambucano em Natal.
Assim, se classificou para a próxima fase da competição em segundo lugar no grupo C, com 10 pontos ganhos, 3 a menos que o líder Botafogo-PB, que obteve 13. No quadrangular (válido pela segunda fase), o Mecão ficou ao lado de Santa Cruz, Ceará, e o seu maior rival, o ABC. Na segunda fase, um desempenho indiscutível: em 6 jogos, 5 vitórias e apenas uma derrota, na última rodada, para o Santa Cruz no Arruda, ficando em primeiro lugar do grupo, com 15 pontos ganhos, e indo enfrentar o Vitória na final da competição.
Como tinha feito melhor campanha que o clube baiano, o América tinha a vantagem de jogar o segundo jogo da final em casa. Após perder por 2 a 1 no Barradão, com gols de Evando e Flávio para o rubro-negro, e Leonardo marcando para o América, a equipe potiguar precisava reverter a vantagem dos baianos no jogo da volta, em Natal. Héroi do título alvirrubro, o volante Carioca foi expulso pelo árbitro Francisco Dacildo Mourão após reclamar do tempo de acréscimo. Porém, após um efeito suspensivo conseguido pelo departamento jurídico do clube, ele esteve apto para o segundo jogo, marcando o gol do título americano.
Com isso, sagrou-se campeão derrotando o Vitória na final por 3 a 1, gols de Paulinho Kobayashi, Biro-Biro e Carioca. Apesar do Estádio Machadão estar com uma parte de suas arquibancadas interditada, a torcida rubra lotou o estádio, com um público de 23.412 pagantes, e empurrou o América para mais um título, que lhe deu direito à participação numa competição internacional, a extinta Copa Conmebol de 1998, hoje Copa Sul-Americana. O América entrou em campo naquela noite chuvosa de 4 de junho com a seguinte escalação: Gabriel; Gilson, Paulo Roberto, Lima e Rogerinho; Montanha, Carioca, Moura e Biro Biro; Kobayashi e Leonardo. Técnico: Arturzinho.

### Início da década de 2000
Em 1999, o América foi vice-campeão estadual após a fatídica final contra o ABC, vencida pelos alvinegros por 1 a 0 com gol contra do zagueiro americano Marcelo Fernandes. Após campanha irregular na Série B, a equipe foi rebaixada para a Série C.
Porém, foi "beneficiado" pelo Caso Sandro Hiroshi , imbróglio entre São Paulo, Botafogo, Internacional e Gama, que culminou na criação da Copa João Havelange. O Alvirrubro, então, ficou no Módulo Amarelo em 2000, equivalente à Série B da época.
Na Copa do Brasil de 2000, o América chegou as fases finais pela primeira vez. Na primeira fase, eliminou o Sport nos pênaltis por 4 a 2 após perder em casa por 1 a 0, em Recife venceu o rubro negro também por 0 a 1, se classificando. Na segunda fase, eliminou o Sampaio Corrêa vencendo em Natal por 2 a 1 e empatando no Maranhão por 2 a 2. Na terceira fase, fez uma grande virada contra o Remo após perder no Pará por 2 a 0 e revertendo o placar em Natal após goleada acachapante por 6 a 2, conseguindo a classificação. Chegando nas oitavas de final, disputa contra o futuro vice-campeão, o São Paulo, perdendo os dois jogos. No Machadão, por 3 a 1; e no Morumbi, por 3 a 2, sendo eliminado. Em 2002 e 2003, o América foi bicampeão no Campeonato Potiguar de Futebol.
Em 2002, foi campeão após empatar com o Corintians de Caicó por 1 a 1, gol do meia Ricardo Miranda, em uma "revanche" da edição anterior, em 2001, quando o América foi vice para a equipe caicoense após perder no Estádio Marizão por 1 a 0, gol do atacante Pedro Costa.
Em 2003, foi campeão após derrotar o São Gonçalo por 3 a 2 no Estádio Machadão, com gols de Helinho, Sandro Gaúcho e David.

### Da C para A em apenas dois anos: 2005 e 2006
Em 2004 houve o amargo rebaixamento à Série C. Nisto culminou numa ascensão meteórica, até então jamais vista no futebol brasileiro, com dois acessos seguidos. Liderado pelo meia Leandro Sena e o atacante Paulinho Marília, o Mecão retornou à Série B, sob o comando do técnico Luiz Carlos Martins, que foi contratado após a saída de Miluir Macedo. O jogo que garantiu o acesso foi o empate sem gols contra o Ipatinga no Estádio João Lamego Netto.
Após conseguir o acesso para a Série B em 2005, sendo vice-campeão brasileiro da Série C, o América novamente fez uma grande campanha em 2006, liderados pelo maior ídolo da história, o maestro Souza, craque "nascido" no América, que retornou ao seu clube do coração após passagens pelos principais clubes do Brasil, e ficou em quarto lugar, posição que o garantiu no Campeonato Brasileiro de 2007.
O clube conseguiu o acesso para a série principal do Campeonato Brasileiro, encerrando sua participação na Série B 2006 em quarto colocado, sendo seu último jogo contra o Atlético Mineiro, no estádio Mineirão, que terminou empatado em 2 a 2, sendo a partida transmitida pela Rede Globo para todo o país. No confronto em questão, foi registrado o maior público do campeonato: 74.694 espectadores. A equipe que atuou nessa partida foi: Fabiano; Eduardo Arroz, Roni (Leandro Sena) e Robson; Adriano Peixe, Fernando Lombardi, Magal, Paulinho Kobayashi (Max) e Souza; Paulo Isidoro e Du. Técnico: Heriberto da Cunha. 
No campeonato, o aproveitamento da equipe jogando no Estádio Machadão foi excelente. Lá, em 19 jogos, perdeu apenas três, para Ituano, Paysandu e Santo André.

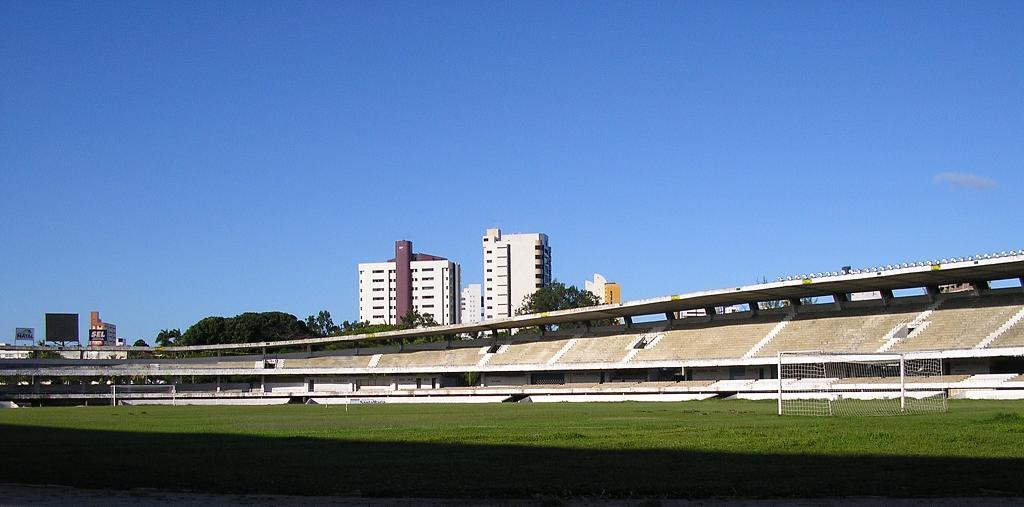
Interior do Estádio Machadão onde foi a casa do
América-RN por muitos anos antes de ser demolido para a construção da Arena das Dunas com vistas à realização da Copa do Mundo FIFA de 2014 na cidade.

#### Utilidade Pública
Em 9 de dezembro de 2005 pela lei municipal n.º 5.697 foi criado o Dia do América Futebol Clube. A data comemorativa no calendário da cidade homenageia a fundação do clube, sendo comemorada no mesmo dia 14 de julho. No dia 3 de outubro de 2003, foi publicado no Diário Oficial de Município a Lei n.° 5.493, de autoria do vereador Hermano Morais, reconhecendo o América Futebol Clube, como de Utilidade Pública Municipal.

### A crise dos 4 anos: 2007 a 2010
Foi em 2007 que a crise se instalou no time potiguar. Perdeu o título estadual para o ABC, com o placar de 5 a 2 no último jogo da final. Na Copa do Brasil, enfrentou o Fluminense (que viria, posteriormente, a ser campeão daquela edição) na segunda fase, perdendo o jogo de ida no Frasqueirão, em Natal, por 2 a 1 e vencendo no Maracanã por 1 a 0. Mesmo com a vitória, acabou eliminado com os 2 gols fora dos tricolores.
Em 12 de maio de 2007, o América fez sua estreia na Série A diante do Vasco da Gama, na reinauguração do Estádio Machadão, que fora reformado para atender às previsões de grande público. O América foi batido pelo time cruzmaltino pelo placar de 1 a 0, com gol de André Dias, aos 20 minutos do segundo tempo. Mas, em compensação, a torcida se fez presente no estádio e marcou o maior público da rodada, 26.469 pessoas.
Na segunda partida, o Alvirrubro foi até Santos enfrentar o Peixe, era de se esperar uma vitória da equipe santista, porém o América conseguiu um triunfo em plena Vila Belmiro, vencendo o Santos pelo placar de 3 a 2, com 3 gols marcados por um só jogador, o zagueiro Edson Borges, ainda levando em conta que o time americano jogava com uma a menos devido a expulsão de Geovane no decorrer da partida.
Mas depois, o América amargou sete jogos sem vencer (6 derrotas e 1 empate), voltando a conquistar 3 pontos só em 6 de julho, em Curitiba contra o Paraná, pelo placar de 1 a 0. Em seguida, perdeu para o Internacional e para o 
Atlético Mineiro, venceu o Atlético Paranaense e não pontuou mais até o final do 1º turno.
Os 3 primeiros pontos do segundo turno só vieram contra o Paraná, na nona rodada. Mesmo com a péssima campanha no campeonato, o time rubro obteve uma média de público de 9.730 por jogo, ficando na frente de Figueirense, Paraná, Santos e Juventude. Ao final do campeonato o América de Natal foi rebaixado para a Série B com apenas 17 pontos.
Em 2008, o clube potiguar disputou a Série B, por onde passou por mais um aperto, porém bastante menor do que o de 2007. O clube terminou em décimo quinto com 46 pontos ganhos, se livrando do rebaixamento vencendo o Corinthians na última rodada.
No ano de 2009, no mesmo campeonato, se livrou mais uma vez do rebaixamento após uma sequência de vitórias contra Portuguesa, Vila Nova, Figueirense e Ipatinga no Machadão e empatar sem gols na última rodada com o Ceará, já com o acesso garantido à Série A, em pleno Castelão lotado. Com isso, permaneceu na segunda divisão uma diferença de 2 pontos em relação ao primeiro rebaixado, o Juventude. O jogador Lúcio Curió, destaque do América na temporada, foi vice-artilheiro do campeonato, com 15 gols marcados, 2 a menos que o artilheiro. 
Já em 2010, depois de 2 anos tentando fugir do rebaixamento, o time acabou sendo rebaixado para a terceira divisão ao perder de virada para o Brasiliense no Machadão lotado. No entanto, a equipe alvirrubra já não dependia de suas próprias forças, tendo que torcer, também, por tropeços de Vila Nova e Guaratinguetá, adversários diretos na luta contra o rebaixamento, que venceram seus jogos. Com isso, caiu para a Série C de 2011. 
Em 2011, o América disputou a Série C e confirmou seu retorno para a Série B ao bater o Paysandu por 2 a 1 no Estádio Nazarenão, não passando sequer 1 ano na Série C e tendo seu retorno à 2ª divisão do Campeonato Brasileiro. 

### Campeonato Potiguar de 2012: Fim do jejum
Na estreia do Campeonato Potiguar de Futebol de 2012, o time alvirrubro teve como adversário o Caicó. O jogo ocorreu no Nazarenão com um show do América de Natal, uma goleada de 5 a 0, gols marcados por Júnior Xuxa (três vezes), Zé Antônio e Isac. Na segunda rodada, o time americano venceu o Palmeira pelo placar de 3 a 1. Logo após amargou 4 rodadas sem marcar 3 pontos, foram 3 derrotas e 1 empate, dentre as derrotas uma foi para o ABC pelo placar de 4 a 2, no estádio Frasqueirão. O América só voltou a vencer na sétima rodada e não parou, bateu o ASSU por 4 a 1, o Potiguar de Mossoró por 6 a 1 e por fim venceu o Santa Cruz-RN com um placar mais apertado, 2 a 1.
O América de Natal conseguiu então garantir a classificação para a semifinal. Enfrentou o Santa Cruz e venceu: 3 a 1 para o Mecão, passando assim para a final do primeiro turno do campeonato e enfrentando o ABC, que bateu o Corintians de Caicó. Na final, com jogos de ida e volta, o dragão caiu nos dois, pelo placar de 1 a 0 para a equipe alvinegra. Ao fim da última partida, o técnico Flávio Araújo pediu demissão.
O time vermelho da capital potiguar, após dois jogos da saída do último treinador, foi anunciado oficialmente a contratação de Roberto Fernandes como novo técnico. Roberto Fernandes comandou seu primeiro jogo no América, no Campeonato Potiguar de Futebol de 2012 contra o Baraúnas, fora de casa e perdeu pelo placar de 1 a 0. Depois a equipe embalou e venceu por 3 rodada consecutivas, inclusive venceu o clássico rei, porém não marcou mais 3 pontos nas 3 rodadas restantes, mas se classificou para a semifinal em quarto colocado. Enfrentou o ABC na semifinal e ganhou, com placar de 2 a 1. Partiu para a final do segundo turno e foi campeão diante do Baraúnas, venceu todos os dois jogos, o primeiro 4 a 1 e o segundo 2 a 0.
Na final do campeonato, onde se enfrentaria o campeão do primeiro e segundo turno, América e ABC duelaram nesta grande decisão. No primeiro jogo, o América venceu de virada por 2 a 1, com gols de Isac e Lúcio. Na segunda partida, venceu por 2 a 0, em pleno Frasqueirão, com gols de Wanderson e Fabinho. O América entrou em campo com Fabiano; Norberto, Cléber, Edson Rocha e Wanderson; Ricardo Baiano, Fabinho, Márcio Passos e Júnior Xuxa (Nata); Isac e Lúcio (Pingo).
Assim, o América consagrou-se campeão potiguar 2012.

### Era Roberto Fernandes: 2012 - 2013
A Era Roberto Fernandes teve início no dia 5 de março de 2012 e fim em 20 de julho de 2013. Flávio Araújo foi o técnico anterior, pediu demissão após ter perdido clássico contra o ABC, essa era a 3ª derrota seguida para o rival. Roberto Fernandes comandou o América de Natal em 91 partidas oficiais, foram 40 vitórias, 24 empates e 27 derrotas, tendo um aproveitamento aproximado de 52,8%. Conquistou o Campeonato Potiguar 2012. No tempo que esteve no comando do América ele nunca perdeu para o maior rival, ABC, foram 8 jogos disputados e nenhuma derrota.
Em 2012, Roberto Fernandes fez uma boa campanha na Série B, liderou o campeonato por uma vez, esteve no G4 13 vezes, sendo 12 partidas seguidas, também nunca esteve abaixo da 10ª posição. Começou bem, goleou o Goiás por 5 a 2, em seguida venceu o Avaí, Guaratinguetá, empatou com o Vitória e venceu o Bragantino até perder para o São Caetano fora de casa.
Em 2013, as coisas balançaram. Na Copa do Nordeste fez uma péssima campanha, acabou sendo demitido, porém voltou ao cargo após o primeiro jogo e primeira derrota do técnico substituto. No Campeonato Potiguar esteve muito bem, manteve uma inacreditável e incrível invencibilidade de 18 partidas, tudo corria bem, até a perda do campeonato para o Potiguar de Mossoró, o América de Natal acabou por ser vice-campeão. Na Série B 2013 não passou da 9ª rodada, caiu do cargo após a derrota para o Paraná, o clube havia apenas somado 6 pontos (1 vitória, 3 empates e 5 derrotas).
O treinador retornou ao clube nos últimos meses de 2014 e permaneceu até o outubro de 2015. Nesse período ainda conquistou o título do campeonato potiguar, dando ao América o título de campeão centenário, uma vez que o time alvirrubro e seu maior rival local completaram 100 anos em 2015.
Pelo América, Roberto Fernandes já conquistou dois títulos para o clube, comandou o Mecão por 150 jogos com 69 vitórias, 36 empates e 45 derrotas, um aproveitamento de 54%. Sob o seu comando, foram marcados 236 gols e sofridos 190.

### 2014: Início daEra Arena das Dunas, boa campanha na Copa do Brasil e rebaixamento
O ano de 2014 começa de forma especial para o América. A Arena das Dunas, construída para a Copa do Mundo FIFA 2014, é inaugurada. A partir de então, o América mandará seus jogos num estádio padrão FIFA, estádio moderno e grande, com o gramado sendo um verdadeiro tapete.
O América começa a temporada disputando a Copa do Nordeste. Nas quartas de finais o América consegue a classificação de forma heróica diante do CRB. O América foi mal no primeiro jogo e perdeu por 2 a 0 no Rei Pelé. Todos já davam como certo a eliminação do Mecão, mas jogando na Arena das Dunas, o América surpreende o Galo e vence a partida por 4 a 0. No final do campeonato ficou em 3º lugar, sendo eliminado na semifinal para o Ceará.
Pela Copa do Brasil o time fez grande campanha, chegando às quartas de finais. Na primeira e segunda fase eliminou o Boavista-RJ e o Náutico, depois obteve uma classificação heróica contra o Fluminense. No primeiro jogo o América foi derrotado em casa pelo time carioca por 3 a 0. Quando todos já davam como certa a eliminação do América, o time surpreendeu e goleou, em noite inspirada no Maracanã, vencendo o Fluminense por 5 a 2 conseguindo a classificação. Já nas oitavas eliminou o Athletico Paranaense. Nas quartas de final acabou eliminado pelo Flamengo, obtendo o maior público do estádio, com mais de 30 mil pessoas.
Apesar da boa temporada que fazia, o América ia mal na Série B, e na última rodada perdeu e entrou na zona do rebaixamento, sofrendo seu segundo rebaixamento para a Série C nos últimos cinco anos. No estádio, o América foi campeão estadual em 2014 e 2019, além da Copa Cidade do Natal em 2015 e 2016.

### O pioneirismo na Arena
Em 26 de janeiro de 2014, o América de Natal fez a inauguração da Arena das Dunas em um partida válida pela Copa do Nordeste, o clube rubro venceu o Confiança pelo placar de 2 a 0. O primeiro gol da Arena foi marcado pelo zagueiro Adalberto. Naquela ocasião o América entrou em campo com: Andrey; Adalberto, Edson Rocha e Cléber; Fabinho, Márcio Passos, Jean Cléber, Rafinha (Rubinho) e Raí (Régis Potiguar); Adriano Pardal e Alfredo (Isac). Equipe comandada por Leandro Sena. Gols foram marcados por Adalberto e Adriano Pardal.
No primeiro clássico disputado na Arena deu vermelho. O Mecão venceu o ABC por 1 a 0, gol de Adriano Pardal. Além do primeiro gol marcado, da primeira vitória, do primeiro clássico vencido, o clube ainda foi o primeiro a levantar uma taça de campeão na Arena Fato ocorrido no dia 30 de abril de 2014, naquele dia, o alvirrubro entrou em campo com: Fernando Henrique; Fabinho, Edson Rocha, Cléber e Alex Barros; Val (Marcelinho), Márcio Passos, Jean Cléber e Arthur Maia; Max (Isac) e Rodrigo Pimpão (Adriano Pardal). Time comandado por Oliveira Canindé. O Mecão foi campeão do Campeonato Estadual em partida contra o Globo FC, vitória no jogo de ida em Ceará-Mirim de 2 a 1 e 0 a 0 em Natal.
Atualmente o recorde de público da Arena pertence ao América, 30.575 espectadores, contra o Flamengo, pelas Quartas de final da Copa do Brasil de 2014.

### Série D: Título brasileiro 2022
Em 2016, o América chegou na última rodada da Série C precisando vencer o Remo em pleno Estádio Mangueirão ou torcer por uma vitória do Salgueiro fora de casa, no Estádio Batistão, contra o Confiança, concorrente direto na luta contra o rebaixamento.  Com o empate em 0 a 0 com o clube paraense e a vitória por 2 a 1 da equipe sergipana em Aracaju, o Mecão foi rebaixado para a Série D, disputando a competição pela primeira vez em 2017.
Depois de acumular fracassos nos famigerados "mata-matas" do campeonato entre 2017 e 2021, em 2022 o América fez diferente e conseguiu o acesso e, posteriormente o título do campeonato. 
Após se classificar em segundo lugar no grupo 3 na primeira fase, no mata-mata eliminou os adversários Jacuipense e Moto Club, chegando as quartas de finais contra Caxias. No jogo da ida, no Estádio Centenário, perdeu por 1 a 0, e precisava reverter o resultado em Natal. Na volta, venceu por 3 a 1 de virada com 2 gols de Iago e  com Téssio marcando aos 48 minutos do segundo tempo, se classificando a série C. Na semifinal, derrotou o São Bernardo com duas vitórias. 
Na grande final, o América derrotou o Pouso Alegre na primeira partida com mais 30 mil pessoas na Arena das Dunas, por 2 a 0, e garantiu o troféu graças ao saldo de gols, após perder por 1 a 0 no jogo de volta, em Minas Gerais..Com isso, tornou-se a primeira equipe do Rio Grande do Norte a conquistar o título da Série D. E, conquistou seu primeiro título nacional.

## Símbolos

### Nome
Existem duas versões extraoficiais para a escolha do nome do América. A primeira, é de que seus fundadores nutriam um apreço pelo America Football Club, do Rio de Janeiro. A segunda, é de que o nome foi escolhido para rebater e, de certa forma, ironizar o rival ABC, que tem esse nome pelo Pacto do ABC, realizado entre Argentina, Brasil e Chile nos anos 1910. Logo, se o rival representava esses países, o Alvirrubro representaria o continente inteiro. Até hoje, não se sabe ao certo qual versão é verdadeira.

### Escudo e cores
Inicialmente, o América tinha cores azul e branco, para diferenciar do Sport Club Natalense, de cores alvirrubras, fundado em 1904. Após a sua extinção, o Mecão adotou as cores vermelho e branco, que utiliza até hoje. 
O seu escudo é formado por um círculo vermelho com o acrônimo AFC inserido na parte interna e, nas bordas, o nome do clube, junto do nome da cidade e do estado onde se localiza: Natal, no Rio Grande do Norte. 

### Hino oficial
O hino oficial do América Futebol Clube tem letra de Behring Leiros e Hilton Acioli, que intitularam-no de "Eu sou América".
| “ | O nosso time mostra a sua raça no jogo, É o América, América Vai conquistando o coração do povo no jogo, E na torcida eu sou América Eu sou América e tenho orgulho de ser, Porque o América em tudo é o melhor É alegria no esporte e no futebol América, América (Bis) Meu coração vibra nas suas cores Eu sou América, América É uma canção que canta mil amores, enfim, Cantou América, América Vamos em frente gente Americana Mostrar que o nosso time entrou pra valer Bola pra frente, quero ver jogando pra ganhar América, América (Bis) | ” |

O clube ainda tem outro hino - muito pouco lembrado e praticamente inutilizado - composto por Claudiomiro Batista de Oliveira, o Dozinho, em 1956, intitulado de "Salve o América".
| “ | Salve o América És nossa tradição em futebol Pelo marco de tuas vitórias É grande a alegria para nós Em te ver no gramado de novo América! América! Eterno rei do futebol do nosso povo Quando o América entra no gramado Traz alegria e grande animação Combativo, disposto e temível Sempre aplaudido pela multidão Salve o América O orgulho do esporte potiguar Em tuas lutas sempre estaremos presentes Pra te aplaudir Pra te saudar | ” |

### Uniforme
O tradicional uniforme do clube é a camisa vermelha, meiões vermelhos e calções brancos. O seu segundo uniforme é ao contrário, com camisas e meiões brancos e calções vermelhos.
Ocasionalmente, podem ocorrer variações, como o uniforme todo vermelho ou todo branco.

#### Material esportivo
A produção de material esportivo, feito por uma empresa especializada, começou no América no ano de 1980, a empresa responsável por fazer as camisas do Mecão foi a Adidas. A grande maioria de empresas que produziu camisas foram nacionais, porém, empresas internacionais já foram responsáveis pela produção do material.
Histórico de fornecedores de material esportivo
| Fornecedor            | Período      |
| --------------------- | ------------ |
| Adidas                | 1980 - 1990  |
| Umbro                 | 1991 - 1992  |
| Ralley                | 1993 - 1994  |
| CCS                   | 1995 - 1996  |
| Kronos                | 1997         |
| Kappa                 | 1998         |
| Penalty               | 1998 - 1999  |
| Umbro                 | 1999         |
| Rhumell               | 1999 - 2000  |
| Wecker                | 2001 - 2005  |
| Pro-X                 | 2006 - 2008  |
| Kanxa                 | 2009 - 2010  |
| ERK                   | 2011 - 2013  |
| Kappa                 | 2014 - 2016  |
| Kanxa                 | 2016 - 2018  |
| Embratex              | 2019         |
| Numer                 | 2019 - 2021  |
| Super Bolla           | 2021 - 2022  |
| Mecão (marca própria) | 2022 - 2023  |
| Kelme                 | 2023 - atual |

### Mascote
O mascote do América é um dragão. Antigamente, quando o clube mandava seus jogos no Machadão e Nazarenão, a presença do mascote, geralmente representado pelo torcedor-símbolo Baé, era frequente durante pré-jogo e intervalo, animando a torcida rubra, sobretudo as crianças. 

## Estrutura e patrimônio

### Loja Oficial
A Mecão Store, loja da marca própria do clube, foi inaugurada no dia 6 de julho de 2022, e fica localizada na área interna da Arena das Dunas.

### Sede Social
Comprado por iniciativas do presidente José Gomes da Costa, em 1929, juntamente com Orestes Silva, o terreno foi adquirido junto ao estado, por 9 mil cruzeiros, com recursos próprios e doados ao América, todo o quarteirão onde hoje está plantado o seu maior patrimônio, o imponente edifício-sede do clube. Participaram também da transação o Tenente Júlio Perouse Pontes, Clóvis Fernandes Barros e Osmar Lopes Cardoso. O local, que no passado servia também de campo de treinamentos, era considerado muito distante.
O América foi o primeiro clube de futebol do Estado do Rio Grande do Norte a possuir sede própria, construída na gestão do Presidente Humberto Nesi e levantada a primeira pedra no dia 14 de julho de 1945, à Avenida Maxaranguape, considerada a primeira e mais antiga sede própria do clube.
Para construção da Sede Social, o maior bem do clube, o América esteve licenciado do futebol no período de 1960 a 1965. Construído com muito suor e dinheiro dos americanos, ficou pronta na gestão de Humberto Pignataro (grande responsável por sua construção) em 14 de julho de 1967, aniversário de 52 anos do clube, num dia festivo para a torcida americana.

### Centro de Treinamento
Foi comprado pelo então presidente Humberto Pignataro por Cr$ 60 mil, valor pago em 12 prestações, um amplo terreno em área nobre de Natal. Lá, foi construído a Pousada do Atleta, o primeiro centro de treinamento do clube, inaugurada em agosto de 1973.
Na virada do século, de 1999 para 2000, o América entrou em uma grave crise financeira. Com isso, os dirigentes se viram obrigados a vender o então centro de treinamento do clube, a "Pousada do Atleta", localizada na Avenida Engenheiro Roberto Freire, em Capim Macio. Depois, transferiram as atividades esportivas do clube para Parnamirim, onde passou a funcionar o CT Dr. Abílio Medeiros.
Inaugurado em 1999, em uma área de 22 hectares, o Centro de Treinamento Abílio Medeiros foi reformado recentemente. A reforma inclui a reorganização paisagística e urbanística, implementação de ares-condicionados tipo Splits nos alojamentos do time profissional, renovação do equipamento da academia, decoração com painéis em todo o centro, implementação de uma sala tecnológica, colocação de uma piscina com hidromassagem, reforma do piso dos vestiários e muitas outras melhorias do Centro de Treinamento do América.

#### Estrutura do CT
- 4 Campos de futebol oficiais;
- 1 Campo de treino para goleiros;
- 1 Campo de areia
- 1 Departamento médico;
- 1 Sala de musculação;
- 2 Refeitórios;
- 1 Cozinha Industrial;
- 1 Lavanderia Industrial;
- 1 Auditório para reunião e preleção;
- 1 Sala de Imprensa;
- 1 Mini capela;
- 1 Vestiário com chuveiros, banheiras com hidromassagem e área de massagem;
- 1 Alojamento para categoria profissional;
- 1 Alojamento para as categorias de base.

### A Arena América
Em 2012 iniciou-se o projeto para a construção do seu próprio estádio, a Arena América. A capacidade prevista é de 25.000 pessoas ao final de sua construção.

## Futebol Feminino
Em 2012, o América inaugurou o departamento de futebol feminino. No mesmo ano, sagrou-se campeão estadual, se classificando para a Copa do Brasil daquele ano. O grande destaque da equipe alvirrubra na temporada foi a multicampeã meia Formiga. Eliminou o Botafogo-PB na primeira fase e foi eliminado na segunda para o Vitória-PE. Porém, por falta de investimento, o projeto não seguiu adiante.
Em 2020, voltou a ter uma equipe feminina após acordo firmado pelo então presidente Ricardo Valério com o grupo que defendia o Cruzeiro de Macaíba. Na categoria, o América é bicampeão estadual (2012 e 2020). No âmbito nacional, além da participação na Copa do Brasil em 2012, também participou do Campeonato Brasileiro Série A2 em 2021.

### Títulos
| Estaduais | Estaduais           | Estaduais | Estaduais  |
|           | Competição          | Títulos   | Temporadas |
| --------- | ------------------- | --------- | ---------- |
|           | Campeonato Potiguar | 2         | 2012, 2020 |

## Outros esportes

### Futsal
No futsal, o América de Natal é vice-campeão brasileiro (Taça Brasil de Futsal), tricampeão do Nordeste e o maior vencedor do RN, com 38 estaduais e metropolitanos.
Em 2024, retomou o projeto do futebol de salão profissional após mais de 10 anos licenciado, trazendo o multicampeão e renomado ala Joan como principal reforço para a temporada.

### Basquete

#### Basquete
No basquete, em 2013, o clube conquistou o tricampeonato do Nordeste e garantiu o 3º lugar no Campeonato Brasileiro. Em 2014, o time de basquete alcançou as semifinais do Brasileirão.

#### Basquete Paralímpico
O América Tigres, maior clube de basquete paralímpico do Rio Grande do Norte, tem como objetivo fomentar o basquetebol em cadeira de rodas no Estado; representar o estado em competições locais, regionais, nacionais e internacionais; lutar por políticas de inclusão social de pessoas com deficiência física através do esporte; contribuir para uma melhora da saúde e qualidade de vida dos praticantes da modalidade do basquete em cadeira de rodas do clube; mostrar as marcas com responsabilidade social presentes no Estado do RN. Objetivo | TIGRES RN

### Futebol Americano
O time de futebol americano do América, o América Bulls, conquistou a taça Aracaju, chegou duas vezes à final da Superliga do Nordeste e foi campeão da etapa regional do circuito nacional de Flag Football, uma versão do futebol americano que não conta com contato físico.

### Futebol de Areia
Em 2016, o América iniciou o projeto para ter uma equipe de futebol de areia. Para isso, contratou jogadores experientes, como o ala Dunga e o atacante André Bigode.
Em 2020, o América foi vice-campeão da Etapa Norte/Nordeste do Campeonato Brasileiro, perdendo a final para o Sampaio Corrêa.

### Futebol Society
No futebol society, o América foi campeão da Superliga Parnamirim após derrotar o ABC por 5 a 3 e do Campeonato Potiguar ao golear o Benfica por 6 a 0. Ambos os títulos foram conquistados em 2019.

## Títulos
| HONRARIAS       | HONRARIAS                       | HONRARIAS | HONRARIAS |
|                 | Competição                      | Títulos   | Temporadas |
| --------------- | ------------------------------- | --------- | --- |
|                 | Campeão do Centenário Natalense | 1         | 2015 |
| NACIONAIS       |                                 |           | |
|                 | Competição                      | Títulos   | Temporadas |
|                 | Campeonato Brasileiro - Série D | 1         | 2022 |
| INTER-REGIONAIS |                                 |           | |
|                 | Competição                      | Títulos   | Temporadas |
|                 | Taça Almir de Albuquerque       | 1         | 1973 |
| REGIONAIS       |                                 |           | |
|                 | Competição                      | Títulos   | Temporadas |
|                 | Copa do Nordeste                | 1         | 1998 |
| ESTADUAIS       |                                 |           | |
|                 | Competição                      | Títulos   | Temporadas |
|                 | Campeonato Potiguar             | 39        | 1919, 1920, 1922, 1924, 1926, 1927, 1930, 1931, 1946, 1948, 1949, 1951, 1952, 1956, 1957, 1967, 1969, 1974, 1975, 1977, 1979, 1980, 1981, 1982, 1987, 1988, 1989, 1991, 1992, 1996, 2002, 2003, 2012, 2014, 2015, 2019, 2023, 2024, 2025 |
|                 | Torneio Início                  | 14        | 1919,1929, 1932, 1934, 1948, 1949, 1952, 1953, 1955, 1969, 1971, 1982, 1984, 1991 |
|                 | Taça Cidade de Natal            | 10        | 1972**, 1973*, 1974* ,1975*, 1977*, 1985, 1987, 1988, 1994, 1995 |
|                 | Copa RN                         | 1         | 2006 |
|                 | Copa Cidade de Natal            | 3         | 2014, 2015, 2016 |

 Campeão Invicto
**Edicao Independente
 Torneio com chancela da CBD/CBF.
Outros títulos:
- Copa Ecohouse de 2013

- Taça Cidade de Mossoró – Troféu Leonardo Nogueira: 1987, 1990
- Torneio RN/PE: 1958 e 1983
- Torneio Imprensa: 1920 e 1984
- Torneio Fantasmas do Norte: 1950
- Torneio Quadrangular de Natal: 1950 e 1958
- Torneio Genar Wanderley: 1968
- Torneio Coronel Murad: 1927

Torneio Municipal de Natal -  1953
Torneio Seletivo Brasileiro Serie C- 1990
Torneio Rio Grande do Norte / Pará – 1956
Torneio Joao Claudio Vasconcelos  Machado - 1983

### Conquistas consecutivas no Campeonato Potiguar
- 1 tetracampeonato: 79/80/81/82.
- 2 tricampeonatos: 87/88/89 e 23/24/25
- 10 bicampeonatos: 1919/20, 26/27, 30/31, 48/49, 51/52, 56/57, 74/75, 91/92, 2002/2003 e 2014/2015

### Categorias de base
- Campeonato Potiguar Sub-20: 1996, 1999, 2000, 2002, 2012, 2017, 2018 e 2023
- Campeonato Potiguar Sub-17: 1996, 1998, 2003, 2004, 2008, 2010 e 2019
- Campeonato Potiguar Sub-15: 1997, 1999, 2005, 2007 e 2008

### Destaques
| América de Natal                | América de Natal | América de Natal | América de Natal  | América de Natal | América de Natal |
| Torneio                         | Campeão          | Vice-campeão     | Terceiro colocado | Quarto colocado  |                  |
| ------------------------------- | ---------------- | ---------------- | ----------------- | ---------------- | ---------------- |
| Copa do Nordeste                | 1 (1998)         | 0 (não possui)   | 1 (2014)          | 1 (2003)         |                  |
| Campeonato Brasileiro - Série B | 0 (não possui)   | 1 (1996)         | 0 (não possui)    | 2 (1972), (2006) |                  |
| Campeonato Brasileiro - Série C | 0 (não possui)   | 1 (2005)         | 0 (não possui)    | 2 (1990), (2011) |                  |
| Campeonato Brasileiro - Série D | 1 (2022)         | 0 (não possui)   | 0 (não possui)    | 0 (não possui)   |                  |

## Participações

### Futebol profissional
|  | Participações em 2025 |

| Competição          | Competição            | Temporadas | Melhor campanha            | Estreia | Última | P | R |
| Rio Grande do Norte | Campeonato Potiguar   | 97         | Campeão (39 vezes)         | 1919    | 2025   |   | – |
|                     | Copa do Nordeste      | 18         | Campeão (1998)             | 1994    | 2025   |   |   |
| Brasil              | Campeonato Brasileiro | 15         | 16º colocado (1968 e 1997) | 1968    | 2007   |   | 3 |
| Brasil              | Série B               | 24         | Vice-campeão (1996)        | 1972    | 2014   | 2 | 3 |
| Brasil              | Série C               | 7          | Vice-campeão (2005)        | 1988    | 2023   | 2 | 2 |
| Brasil              | Série D               | 8          | Campeão (2022)             | 2017    | 2025   | 1 |   |
| Brasil              | Copa do Brasil        | 28         | Quartas de final (2014)    | 1989    | 2026   |   |   |
|                     | Copa Conmebol         | 1          | Oitavas de final (1998)    | 1998    | 1998   |   |   |

Elenco atual
Última atualização: 06 de março de 2025[carece de fontes?]
Legenda
- : capitão
- : juvenil
- : empréstimo

## Artilheiros
| Pos. | Jogador              | Gols |
| ---- | -------------------- | ---- |
| 1°   | Max                  | 80   |
| 2°   | Helinho              | 76   |
| 3°   | Marinho Apolônio     | 67   |
| 3°   | Wallace Pernambucano | 67   |
| 5°   | Baíca                | 66   |
| 6°   | Saquinho             | 65   |
| 7°   | Hélcio Jacaré        | 56   |
| 7°   | Pedrada              | 56   |
| 9°   | Bebeto               | 48   |
| 9°   | Pedro Dieb           | 48   |
| 9°   | Lúcio Curió          | 48   |

## Treinadores
Grandes treinadores que comandaram o América desde a sua fundação, em 1915.
- Sebastião Leônidas - Ídolo do Botafogo, Leônidas chegou para comandar o América em 1973, com a missão de fazer uma boa campanha no Campeonato Brasileiro. Cumprindo a missão, foi bem no Brasileirão e, consequentemente, foi campeão da Copa Norte-Nordeste de 1973. Mantendo a base de jogadores, comandou também a equipe nos títulos estaduais de 1974 e 1975.[69]
- Erandy Montenegro - Foi campeão potiguar com o América em 1981, no terceiro título do tetracampeonato estadual (1979, 1980, 1981 e 1982). Também foi vice-campeão estadual na sua última passagem pelo comando técnico da equipe americana, perdendo a final para o ABC, em 2005.
- Caiçara - Bicampeão potiguar pelo América, em 1979 e 1987, Caiçara foi um dos grandes treinadores que já passaram pelo futebol potiguar. Ele também fez história no futebol cearense, sendo campeão estadual por Fortaleza e Ceará.
- Ferdinando Teixeira - Tetracampeão potiguar (1988, 1989, 1996 e 2003) com o América, o técnico é considerado um dos maiores da história do clube. Além disso, Ferdinando ainda conseguiu o acesso para a primeira divisão do futebol brasileiro em 1996, motivo de grande orgulho para os americanos até hoje.[70][71]

- Baltazar Germano - Um dos maiores volantes da história do América, a carreira de Baltazar se confunde com a do Alvirrubro. Apesar de ter sido revelado pelo rival ABC, foi no América onde virou ídolo incontestável, ganhando praticamente quase tudo que disputou. Foi técnico da equipe em 1990, 1991, 1992, 1993, 1994 e 1999, e foi responsável por lançar o então desconhecido meia Souza - que viria a se tornar, posteriormente, o maior ídolo da história do América - ao time principal.
- Júlio César Leal - Técnico do América na grande campanha no Brasileiro de 1997, ele ainda comandou o Alvirrubro em 98, não conseguindo resultados tão expressivos quanto na temporada anterior.
- Arturzinho - Ex-volante de Fluminense, Internacional e Vasco, ele foi técnico da maior conquista da história do América: a Copa do Nordeste de 1998. Chegou bem referendado ao Mecão, já que também havia sido campeão do Nordeste com o Vitória no ano anterior, em 1997.
- Adilson Batista - Campeão estadual em 2002 e boa campanha na Série B. O América foi responsável pelo seu primeiro grande trabalho como treinador.
- Heriberto da Cunha - Comandou o América na campanha do acesso para a elite nacional em 2006, assumindo o cargo de treinador após a saída de Roberval Davino.
- Roberto Fernandes - Bicampeão estadual (2012 e 2015), ambos contra o ABC em pleno Frasqueirão. A equipe rubra vinha de uma eliminação do primeiro turno do campeonato potiguar e trazia uma série de três derrotas seguidas para o arquirrival ABC. Roberto Fernandes substituiu o então treinador Flávio Araújo, e deu uma dose de motivação ao elenco já formado. Conseguiu ser campeão do segundo turno do campeonato estadual e venceu a final, tornando se o campeão potiguar de 2012. Além disso, foi eleito o melhor técnico do Rio Grande do Norte em 2012 e de quebra fez uma boa campanha no Série B, com o time permanecendo por 14 rodadas seguidas no G4 e liderando a competição, mas acabando em 9º lugar.
- Leandro Sena - Além da incontestável carreira como jogador, foi responsável pelo primeiro título nacional do América: a Série D de 2022. Ainda iniciou o trabalho na equipe campeã do estado em 2014.

### Técnicos estrangeiros da história do América
| Treinadores     | Período |
| --------------- | ------- |
| Graciano Acosta | 1943    |
| Walter Luck     | 1950    |
| Steban Hory     | 1954    |
| Dante Bianchi   | 1969    |
| Daniel Neri     | 2021    |

## Torcida
O América Futebol Clube e sua torcida: história, clube, cultura e povo. Hoje, essa seria a melhor definição para a apaixonada torcida americana. Mas, nem sempre foi assim. Nos anos 1970 e 1980, o América já tinha uma enorme torcida, porém, pouco participativa, sobretudo nas arquibancadas. A relação de massas começou com a criação da Torcida Máfia Vermelha, que levou o América à periferia de Natal e trouxe o povo da periferia às arquibancadas do Estádio Machadão, em uma relação de reciprocidade. 
No Rio Grande do Norte, somando todas as competições desde que começou a vigorar a obrigatoriedade da divulgação de borderôs pelo Estatuto do Torcedor, em 2003, o América teve a maior média de público em doze ocasiões: 2004, 2005, 2006, 2009, 2014, 2015, 2016, 2017, 2018, 2019, 2020 e 2022.
Em 2022, na campanha do título brasileiro da Série D, o Mecão levou mais de 125 mil pessoas ao estádio durante, apenas, o mata-mata da competição. A média de público do Alvirrubro nessa fase do certame foi de quase 26 mil torcedores por jogo.
Além de uma quantidade massiva de torcedores no Rio Grande do Norte, o América também tem uma quantidade expressiva em estados vizinhos, como na Paraíba, em Pernambuco, e no Ceará.

### Torcidas organizadas
Torcida Máfia Vermelha
O Grêmio Recreativo Sócio Cultural Torcida Máfia Vermelha (G.R.S.C TMV) foi fundado no ano de 1991 por Aécio Franklin de Albuquerque Júnior e por mais alguns jovens que naquela época sentiram a vontade de criar a torcida organizada e sempre nutriram grande sentimento de afeto pelo América Futebol Clube.
"O que víamos nos estádios era uma grande torcida, que comparecia, mas que na maioria do tempo de jogo se postava de forma arredia, ou seja, torcedores que só sabiam cobrar de nossos jogadores, de nossa diretoria, mas que não incentivavam, não ajudavam, principalmente em jogos chamados clássicos"
Após a sua fundação, a TMV se expandiu rapidamente nas arquibancadas do Machadão, atingindo um número significativo de associados. O próximo passo era a formação de alianças com outras torcidas, o que acabou por acontecer rapidamente.
A primeira aliança que a TMV fez foi com a torcida Leões da TUF, quando em um jogo do Fortaleza Esporte Clube em Natal. Outras aliança foram formadas, como por exemplo com a torcida Inferno Coral, do Santa Cruz do Recife, dentre outras.
Portão 5
Seu início se deu no ano de 2015, por um grupo de torcedores que viam a necessidade de um setor leste mais vibrante, onde o povo cantasse junto e apoiasse o clube. A escolha do nome foi por conta do ponto de encontro e entrada de todas as torcidas organizadas do América no antigo Estádio Machadão. Logo, a P5 se consolidou como a maior barra brava do Rio Grande do Norte e uma das maiores do Nordeste.
Frente Radical
Formada no início de 2007 por um grupo fanático de americanos, que sempre assistiam aos jogos do Mecão juntos, a Frente Radical teve sua presença oficial no Machadão, no dia 24/06/2007, jogo contra o Fluminense válido pelo Campeonato Brasileiro 2007, tem como base na sua ideologia o apoio incondicional ao clube como: a compra de materiais oficiais, a adesão do titulo de sócio patrimonial como o sócio torcedor e apoiar o América Futebol Clube os 90 minutos de partida, sem intervalo. Essas são as características da Frente Radical, que não é uma torcida organizada e que foi pioneira no estilo de torcer, nas arquibancadas espalhadas pelo Rio Grande do Norte. A Frente Radical ficava localizada no anel inferior do já reformado Machadão, e tinha suas prévias feitas no Portão 4, horas antes de cada partida.
Os Loucos do Mecão
Fundada em 2011 por um grupo de amigos que tinham como missão acompanhar os jogos do Orgulho do RN, seja dentro ou fora do estado. O grupo foi crescendo e cada vez mais ganhando novos admiradores. O grupo tem como valores a confraternização de seus membros e o apoio incondicional ao América Futebol Clube.
Outras torcidas organizadas
- Mecão Beer
- Fiéis Americanos
- América Cachaça
- MetalRed
- Alviroots
- R.A.P (Revolução Americana e Periférica)
- Os Loucos do Mecão
- M.E.T.A
- Twitteiros do Mecão
- Elite Americana
- Esquadrão Jovem

## Presidentes
| Nome                                  | Período     |
| ------------------------------------- | ----------- |
| Getúlio Soares                        | 1915 – 1928 |
| José Gomes da Costa                   | 1928 – 1930 |
| Edgar Homem Siqueira                  | 1930 – 1932 |
| Osório Bezerra Dantas                 | 1933 – 1934 |
| João Tinoco Filho                     | 1934 – 1935 |
| Afonso Ligório Pinheiro               | 1935 – 1936 |
| Clóvis Fernandes Barros               | 1937 – 1938 |
| Rui Moreira Paiva                     | 1938 – 1941 |
| Humberto de Oliveira Fernandes        | 1942 – 1943 |
| Humberto Nesi                         | 1944 – 1945 |
| Rui Barreto de Paiva                  | 1945 – 1947 |
| José Rodrigues de Oliveira            | 1947 – 1950 |
| Miguel Carrilho de Oliveira           | 1953        |
| Jeremias Pinheiro da C. Filho         | 1953 – 1956 |
| Maurício Tinoco Carvalho              | 1956 – 1958 |
| Heriberto Ferreira Bezerra            | 1958 – 1961 |
| Wilson Corrêa Dantas Cavalcanti       | 1961 – 1965 |
| Humberto Pignataro                    | 1965 – 1970 |
| Hugo Manso                            | 1970 – 1972 |
| Dilermando Machado                    | 1972 – 1974 |
| Carlos Jussier Trindade Santos        | 1976 – 1978 |
| Henrique Arnaldo Gaspar               | 1981 – 1984 |
| Carlos Jussier Trindade Santos        | 1985 – 1992 |
| Fernando de José Resende Nesi         | 1992 – 1994 |
| Marcos Antônio B. Cavalcanti          | 1994 – 1996 |
| José Maria Barreto de Figueiredo      | 1996        |
| Eduardo Serrano da Rocha              | 1996 – 1998 |
| Cláudio Negreiros Bezerra             | 1999        |
| Jerônimo Câmara Ferreira de Melo      | 2000        |
| Francisco Soares de Melo              | 2003 – 2005 |
| Gustavo Henrique Lima de Carvalho     | 2005 – 2007 |
| José Vasconcelos da Rocha             | 2007 – 2009 |
| José Maria Barreto Figueiredo         | 2010        |
| Clovis Antônio Tavares Emídio         | 2010 – 2011 |
| Hermano da Costa Moraes               | 2011        |
| Alex Sandro Ferreira de Melo          | 2012 – 2013 |
| Gustavo Henrique Lima de Carvalho     | 2014 - 2015 |
| Hermano da Costa Moraes               | 2015        |
| Carlos Alberto Borges Trindade Santos | 2016 - 2017 |
| José Vasconcelos da Rocha             | 2017        |
| Eduardo Serrano da Rocha              | 2018 - 2019 |
| Leonardo Luiz Gonçalves Bezerra       | 2020        |
| Ricardo Valério Costa Menezes         | 2020 - 2021 |
| José Ivanaldo de Souza                | 2022 - 2023 |
| Hermano da Costa Moraes               | 2024 -      |

## Clássicos e rivalidades

### Clássico Rei
O grande rival do América é o ABC, que juntos protagonizam o chamado Clássico Rei. O clássico contém desde o início do século XX, com acirramento na década de 1930, uma tonalidade política: enquanto o ABC (Argentina, Brasil e Chile) era apoiado pelos políticos mais conservadores e populistas, como por exemplo os integrantes e membros das famílias Alves, Maia e Câmara Cascudo, o América (único clube brasileiro fundado em memória aos ideais da Revolução Francesa) era apoiado pelas frações mais progressistas, como por exemplo os liberais, integrantes da esquerda, integrantes da classe média e a família Faria.
O clássico entre o alvinegro e o alvirrubro tem esse nome pois estas são as equipes de maior tradição e conquistas do Rio Grande do Norte, seja no cenário regional ou brasileiro.

#### Maior público
América 2 x 1 ABC, (Campeonato Potiguar de Futebol de 1976), mais de 50.486 pagantes.

### Clássico Melancia
Outro grande rival é o Alecrim, terceiro clube em conquistas do Campeonato Potiguar. Eles protagonizam o chamado Clássico Melancia e já decidiram finais de campeonatos estaduais, como a de 1985.

### Rivalidades interestaduais
O América também tem históricos rivais interestaduais, como:
- Sport
- Ceará
- Vitória[77]
- Paysandu[78]
- Náutico[79]
- CRB[80]